# Щербов Іван Іванович
Іван Іванович Щербов (13 квітня 1873 — †?) — старшина Дієвої армії УНР.

## Біографія
Народився у м. Вільно. Білорус за походженням Закінчив Воронізький Михайлівський кадетський корпус, 1-ше Павлівське військове училище (1893), Миколаївську інженерну академію (1900).
Працював на інженерних посадах у Варшавській окрузі, у Новогеоргіївській фортеці. Брав участь у Російсько-японській війні.
З 6 грудня 1911 р. — підполковник. З 12 жовтня 1912 р. — інженер з будівництва Новогеорпївської фортеці. З 1915 р. — полковник. У складі залоги Новогеоргіївської фортеці потрапив до німецького полону.
З 1 січня 1919 р., після повернення з полону, — старшина Головного інженерного управління Військового міністерства УНР.
З 22 липня 1919 р. — начальник фортифікаційного відділу Головного інженерного управління Військового міністерства УНР.
Доля після 1919 р. невідома.